# Isaac Hayes/Diskografie
Diese Diskografie ist eine Übersicht über die musikalischen Werke des US-amerikanischen Soulmusikers und Komponisten Isaac Hayes.

## Alben

### Studioalben
| Jahr | Titel                     | Höchstplatzierung, Gesamtwochen, AuszeichnungChartplatzierungen (Jahr, Titel, Platzierungen, Wochen, Auszeichnungen, Anmerkungen) | Höchstplatzierung, Gesamtwochen, AuszeichnungChartplatzierungen (Jahr, Titel, Platzierungen, Wochen, Auszeichnungen, Anmerkungen) | Höchstplatzierung, Gesamtwochen, AuszeichnungChartplatzierungen (Jahr, Titel, Platzierungen, Wochen, Auszeichnungen, Anmerkungen) | Höchstplatzierung, Gesamtwochen, AuszeichnungChartplatzierungen (Jahr, Titel, Platzierungen, Wochen, Auszeichnungen, Anmerkungen) | Anmerkungen |
| Jahr | Titel                     | DE | CH | UK | US | Anmerkungen |
| ---- | ------------------------- | --- | --- | --- | --- | --- |
| 1968 | Presenting Isaac Hayes    | — | — | — | US102 (12 Wo.)US | Erstveröffentlichung: März 1968 Charteinstieg erst 1972 bei der Wiederveröffentlichung unter dem Titel "In The Beginning" |
| 1969 | Hot Buttered Soul         | — | — | — | US8 Gold · (81 Wo.)US | Erstveröffentlichung: Juni 1969 Platz 373 der Rolling-Stone-500                                                           |
| 1970 | The Isaac Hayes Movement  | — | — | — | US8 (75 Wo.)US | Erstveröffentlichung: April 1970                                                                                          |
| 1970 | To Be Continued           | — | — | — | US11 (56 Wo.)US | Erstveröffentlichung: 28. November 1970                                                                                   |
| 1971 | Black Moses               | — | — | UK38 (1 Wo.)UK | US10 (34 Wo.)US | Erstveröffentlichung: 1. November 1971                                                                                    |
| 1973 | Joy                       | — | — | — | US16 Gold · (27 Wo.)US | Erstveröffentlichung: Oktober 1973                                                                                        |
| 1975 | Chocolate Chip            | — | — | — | US18 Gold · (19 Wo.)US | Erstveröffentlichung: Juni 1975                                                                                           |
| 1975 | Disco Connection          | — | — | — | US85 (17 Wo.)US | Erstveröffentlichung: 1975 als Isaac Hayes Movement Instrumentalalbum                                                     |
| 1976 | Groove-a-Thon             | — | — | — | US45 (12 Wo.)US | Erstveröffentlichung: 1976                                                                                                |
| 1976 | Juicy Fruit (Disco Freak) | — | — | — | US124 (7 Wo.)US | Erstveröffentlichung: 1976                                                                                                |
| 1977 | New Horizon               | — | — | — | US78 (12 Wo.)US | Erstveröffentlichung: 1977                                                                                                |
| 1978 | For the Sake of Love      | — | — | — | US75 (18 Wo.)US | Erstveröffentlichung: 1978                                                                                                |
| 1978 | Hotbed                    | — | — | — | — | Erstveröffentlichung: 1978                                                                                                |
| 1979 | Don’t Let Go              | — | — | — | US39 Gold · (30 Wo.)US | Erstveröffentlichung: 1979                                                                                                |
| 1979 | Royal Rappin’s            | — | — | — | US80 (19 Wo.)US | Erstveröffentlichung: 1979 mit Millie Jackson                                                                             |
| 1980 | And Once Again            | — | — | — | US59 (15 Wo.)US | Erstveröffentlichung: 1980                                                                                                |
| 1981 | Lifetime Thing            | — | — | — | — | Erstveröffentlichung: 1981                                                                                                |
| 1986 | U-Turn                    | — | — | — | — | Erstveröffentlichung: 1986                                                                                                |
| 1988 | Love Attack               | — | — | — | — | Erstveröffentlichung: 20. September 1988                                                                                  |
| 1995 | Raw & Refined             | — | — | — | — | Erstveröffentlichung: 23. Mai 1995 als Isaac Hayes Movement Instrumentalalbum                                             |
| 1995 | Branded                   | — | — | — | — | Erstveröffentlichung: 23. Mai 1995                                                                                        |

grau schraffiert: keine Chartdaten aus diesem Jahr verfügbar

### Livealben
| Jahr | Titel                    | Höchstplatzierung, Gesamtwochen, AuszeichnungChartplatzierungen (Jahr, Titel, Platzierungen, Wochen, Auszeichnungen, Anmerkungen) | Höchstplatzierung, Gesamtwochen, AuszeichnungChartplatzierungen (Jahr, Titel, Platzierungen, Wochen, Auszeichnungen, Anmerkungen) | Höchstplatzierung, Gesamtwochen, AuszeichnungChartplatzierungen (Jahr, Titel, Platzierungen, Wochen, Auszeichnungen, Anmerkungen) | Höchstplatzierung, Gesamtwochen, AuszeichnungChartplatzierungen (Jahr, Titel, Platzierungen, Wochen, Auszeichnungen, Anmerkungen) | Anmerkungen                                                                                          |
| Jahr | Titel                    | DE | CH | UK | US | Anmerkungen                                                                                          |
| ---- | ------------------------ | --- | --- | --- | --- | --- |
| 1973 | Live at the Sahara Tahoe | — | — | — | US14 Gold · (26 Wo.)US | Erstveröffentlichung: April 1973 aufgenommen am 26. November 1972 im Sahara Tahoe, Stateline, Nevada |
| 1977 | A Man and a Woman        | — | — | — | US49 (13 Wo.)US | Erstveröffentlichung: 1977 mit Dionne Warwick, aufgenommen im Fox Theatre, Atlanta                   |

grau schraffiert: keine Chartdaten aus diesem Jahr verfügbar
Weitere Livealben
- 2003: At Wattstax

### Kompilationen
| Jahr | Titel                                 | Höchstplatzierung, Gesamtwochen, AuszeichnungChartplatzierungen (Jahr, Titel, Platzierungen, Wochen, Auszeichnungen, Anmerkungen) | Höchstplatzierung, Gesamtwochen, AuszeichnungChartplatzierungen (Jahr, Titel, Platzierungen, Wochen, Auszeichnungen, Anmerkungen) | Höchstplatzierung, Gesamtwochen, AuszeichnungChartplatzierungen (Jahr, Titel, Platzierungen, Wochen, Auszeichnungen, Anmerkungen) | Höchstplatzierung, Gesamtwochen, AuszeichnungChartplatzierungen (Jahr, Titel, Platzierungen, Wochen, Auszeichnungen, Anmerkungen) | Anmerkungen                |
| Jahr | Titel                                 | DE | CH | UK | US | Anmerkungen                |
| ---- | ------------------------------------- | --- | --- | --- | --- | -------------------------- |
| 1975 | The Best of Isaac Hayes               | — | — | — | US165 (4 Wo.)US | Erstveröffentlichung: 1975 |
| 2005 | Ultimate Isaac Hayes: Can You Dig It? | — | — | — | US171 (1 Wo.)US | Erstveröffentlichung: 2005 |

grau schraffiert: keine Chartdaten aus diesem Jahr verfügbar
Weitere Kompilationen
| - 1971: Isaac Hayes - 1971: This Is Isaac Hayes - 1972: This Is Isaac Hayes Vol. 2 - 1973: Portrait of Isaac Hayes - 1973: The Best of Isaac Hayes - 1976: The Best of Isaac Hayes - 1976: Golden Hour Presents Isaac Hayes - 1978: Chronicle - 1978: The Best of Isaac Hayes - 1978: Portrait (2 LPs) - 1980: Enterprise: His Greatest Hits - 1982: Greatest Hit Singles - 1986: The Best of Isaac Hayes, Volume 1 - 1986: The Best of Isaac Hayes, Volume 2 - 1987: The Very Best Of - 1988: Isaac’s Moods – The Best of Isaac Hayes - 1988: Greatest Hits - 1989: Isaac Hayes – Il Rock - 1991: Il Grande Rock | - 1992: Best of 2 Super Artists on 1 Great Compact Disc (mit Barry White) - 1993: Double Feature - 1993: The Very Best Of - 1994: Wonderful - 1995: Funky Junky - 1995: Greatest Hits - 1995: The Collection - 1996: The Best of the Polydor Years - 1998: The Best of Isaac Hayes - 2000: Ultimate Collection - 2000: Best Of Isaac Hayes XL - 2000: Out of the Ghetto – The Polydor Years - 2001: The Man! - The Ultimate Isaac Hayes 1969-1977 - 2006: Soul Legends - 2007: The Very Best of Isaac Hayes - 2009: Sings For Lovers - 2014: Legenden des Soul – Die Zeit - 2017: Stax Classics - 2024: Hot Buttered Singles 1969-1972 - 2025: Hot Buttered Singles Volume 2 1972-1976 - 2025: The Best of Isaac Hayes |

### Soundtracks
| Jahr | Titel        | Höchstplatzierung, Gesamtwochen, AuszeichnungChartplatzierungen (Jahr, Titel, Platzierungen, Wochen, Auszeichnungen, Anmerkungen) | Höchstplatzierung, Gesamtwochen, AuszeichnungChartplatzierungen (Jahr, Titel, Platzierungen, Wochen, Auszeichnungen, Anmerkungen) | Höchstplatzierung, Gesamtwochen, AuszeichnungChartplatzierungen (Jahr, Titel, Platzierungen, Wochen, Auszeichnungen, Anmerkungen) | Höchstplatzierung, Gesamtwochen, AuszeichnungChartplatzierungen (Jahr, Titel, Platzierungen, Wochen, Auszeichnungen, Anmerkungen) | Anmerkungen                                                                                   |
| Jahr | Titel        | DE | CH | UK | US | Anmerkungen                                                                                   |
| ---- | ------------ | --- | --- | --- | --- | --------------------------------------------------------------------------------------------- |
| 1971 | Shaft        | — | — | UK17 (13 Wo.)UK | US1 Gold · (60 Wo.)US | Erstveröffentlichung: 23. Juli 1971 Instrumentalalbum Grammy; Filmsoundtrack: Shaft           |
| 1974 | Tough Guys   | — | — | — | US146 (8 Wo.)US | Erstveröffentlichung: 12. März 1974 Instrumentalalbum Filmsoundtrack: Zwei Fäuste des Himmels |
| 1974 | Truck Turner | — | — | — | US156 (9 Wo.)US | Erstveröffentlichung: 8. Juli 1974 Instrumentalalbum Filmsoundtrack: Chicago Poker            |

grau schraffiert: keine Chartdaten aus diesem Jahr verfügbar

## Singles
| Jahr | Titel Album                                                                     | Höchstplatzierung, Gesamtwochen, AuszeichnungChartplatzierungen (Jahr, Titel, Album, Platzierungen, Wochen, Auszeichnungen, Anmerkungen) | Höchstplatzierung, Gesamtwochen, AuszeichnungChartplatzierungen (Jahr, Titel, Album, Platzierungen, Wochen, Auszeichnungen, Anmerkungen) | Höchstplatzierung, Gesamtwochen, AuszeichnungChartplatzierungen (Jahr, Titel, Album, Platzierungen, Wochen, Auszeichnungen, Anmerkungen) | Höchstplatzierung, Gesamtwochen, AuszeichnungChartplatzierungen (Jahr, Titel, Album, Platzierungen, Wochen, Auszeichnungen, Anmerkungen) | Anmerkungen                                                                           |
| Jahr | Titel Album                                                                     | DE | CH | UK | US | Anmerkungen                                                                           |
| ---- | ------------------------------------------------------------------------------- | --- | --- | --- | --- | ------------------------------------------------------------------------------------- |
| 1969 | Walk On By Hot Buttered Soul                                                    | — | — | — | US30 (12 Wo.)US | Erstveröffentlichung: Juli 1969                                                       |
| 1969 | By the Time I Get to Phoenix Hot Buttered Soul                                  | — | — | — | US37 (8 Wo.)US | Erstveröffentlichung: Juli 1969                                                       |
| 1970 | I Stand Accused The Isaac Hayes Movement                                        | — | — | — | US43 (9 Wo.)US | Erstveröffentlichung: August 1970                                                     |
| 1971 | The Look of Love To Be Continued                                                | — | — | — | US79 (5 Wo.)US | Erstveröffentlichung: Januar 1971                                                     |
| 1971 | Never Can Say Goodbye Black Moses                                               | — | — | — | US22 (9 Wo.)US | Erstveröffentlichung: April 1971                                                      |
| 1971 | Theme from „Shaft“ Shaft                                                        | DE35 (2 Wo.)DE | — | UK4 (12 Wo.)UK | US1 Gold · (13 Wo.)US | Erstveröffentlichung: 30. September 1971                                              |
| 1972 | Do Your Thing Shaft                                                             | — | — | — | US30 (11 Wo.)US | Erstveröffentlichung: Januar 1972                                                     |
| 1972 | Let’s Stay Together Portrait of Isaac Hayes                                     | — | — | — | US48 (7 Wo.)US | Erstveröffentlichung: Februar 1972                                                    |
| 1972 | Ain’t That Loving You (For More Reasons Than One) Enterprise: His Greatest Hits | — | — | — | US86 (4 Wo.)US | Erstveröffentlichung: April 1972 mit David Porter                                     |
| 1972 | Theme from the Men Portrait of Isaac Hayes                                      | — | — | — | US38 (9 Wo.)US | Erstveröffentlichung: September 1972                                                  |
| 1973 | Joy Pt. I Joy                                                                   | — | — | — | US30 (9 Wo.)US | Erstveröffentlichung: November 1973                                                   |
| 1974 | Wonderful                                                                       | — | — | — | US71 (8 Wo.)US | Erstveröffentlichung: März 1974                                                       |
| 1975 | Chocolate Chip                                                                  | — | — | — | US92 (2 Wo.)US | Erstveröffentlichung: 1975                                                            |
| 1976 | Disco Connection                                                                | — | — | UK10 (9 Wo.)UK | — | Erstveröffentlichung: 1976                                                            |
| 1979 | Don’t Let Go                                                                    | — | — | — | US18 (21 Wo.)US | Erstveröffentlichung: August 1979                                                     |
| 1995 | Fragile Branded                                                                 | — | — | UK77 (2 Wo.)UK | — | Erstveröffentlichung: 1995                                                            |
| 1998 | Chocolate Salty Balls (P.S. I Love You) Chef Aid: The South Park Album          | — | — | UK1 Platin · (13 Wo.)UK | — | Erstveröffentlichung: 14. Dezember 1998 als Chef aus der Zeichentrickserie South Park |
| 2000 | Shaft 2000 –                                                                    | — | CH86 (8 Wo.)CH | UK53 (2 Wo.)UK | — | Erstveröffentlichung: 2000                                                            |

Weitere Singles
| - 1964: Sweet Temptation / Laura (We're On Our Last Go-Round) - 1965: Blue Groove (als Sir Isaac And The Do-Dads) - 1968: Precious, Precious - 1969: The Mistletoe and Me - 1970: Something - 1971: You’ve Lost That Lovin’ Feelin’ (mit The Bar-Kays, The Memphis Horns und The Memphis Symphony Orchestra) - 1972: I’ll Play the Blues for You (Albert King Rhythm by The Barkays & The Movement) - 1973: (If Loving You Is Wrong) I Don’t Want to Be Right - 1973: Rolling Down a Mountainside (Cayendo de una montaña) - 1974: Title Theme - 1975: Good Love 6-9969 - 1975: Come Live with Me - 1976: Rock Me Easy Baby (Pt. I) - 1976: Juicy Fruit (Disco Freak) - 1976: Groove-a-Thon - 1977: By the Time I Get to Phoenix (mit Dionne Warwick) - 1977: Out of the Ghetto - 1977: Moonlight Lovin’ (Mènage á trois) - 1977: Stranger in Paradise - 1977: Medley (mit Dionne Warwick) - 1978: Feel Like Makin’ Love - 1978: Zeke the Freak - 1978: Shaft II | - 1978: Just the Way You Are - 1978: O Melhor De - 1979: Feels Like the First Time (mit Millie Jackson) - 1979: You Never Cross My Mind (mit Millie Jackson) - 1979: Do You Wanna Make Love (mit Millie Jackson) - 1979: I Changed My Mind (mit Millie Jackson) - 1979: A Few More Kisses to Go - 1980: I Ain’t Never - 1980: It’s All in the Game - 1981: I’m Gonna Make You Love Me - 1986: Thing for You - 1986: Ike's Rap / Hey Girl - 1986: If You Want My Lovin’, Do Me Right (Special Club Mix) - 1988: Showdown - 1988: Let Me Be Your Everything - 1991: Dark and Lovely (You Over There) (mit Barry White) - 1995: Thanks to the Fool - 1995: So Glad You Were Born - 1998: Shaft (Sash! Mix) - 1998: Simultaneous (als Chef) - 1998: Good Love (als Chef) - 1998: You’re the First, the Last, My Everything (Gloria Gaynor feat. Isaac Hayes) - 2001: I Can’t Go to Sleep (Wu-Tang Clan feat. Isaac Hayes) - 2001: I Can’t Turn Around (King Chocolate’s Memphis 2 Chicago Re-Edit) (auf Ashley Beedle Re-Edit Series 001) - 2003: Hits from Shaft (limitiert) |

## Videoalben
- 2004: The Black Moses of Soul
- 2007: Live at Montreux 2005

## Boxsets
- 2017: The Spirit of Memphis 1962-1976[3]

## Statistik

### Chartauswertung
|                     | DE    | AT    | CH    | UK    | US     |
| ------------------- | ----- | ----- | ----- | ----- | ------ |
| Nummer-eins-Alben   | DE—DE | AT—AT | CH—CH | UK—UK | US1US  |
| Top-10-Alben        | DE—DE | AT—AT | CH—CH | UK—UK | US4US  |
| Alben in den Charts | DE—DE | AT—AT | CH—CH | UK2UK | US22US |

|                       | DE    | AT    | CH    | UK    | US     |
| --------------------- | ----- | ----- | ----- | ----- | ------ |
| Nummer-eins-Singles   | DE—DE | AT—AT | CH—CH | UK1UK | US1US  |
| Top-10-Singles        | DE—DE | AT—AT | CH—CH | UK3UK | US1US  |
| Singles in den Charts | DE1DE | AT—AT | CH1CH | UK5UK | US14US |

## Auszeichnungen für Musikverkäufe
Anmerkung: Auszeichnungen in Ländern aus den Charttabellen bzw. Chartboxen sind in ebendiesen zu finden.
| Land/RegionAuszeichnungen für Musikverkäufe (Land/Region, Auszeichnungen, Verkäufe, Quellen) | Gold     | Platin  | Verkäufe  | Quellen   |
| -------------------------------------------------------------------------------------------- | -------- | ------- | --------- | --------- |
| Vereinigte Staaten (RIAA)                                                                    | 7× Gold7 | —       | 4.000.000 | riaa.com  |
| Vereinigtes Königreich (BPI)                                                                 | —        | Platin1 | 600.000   | bpi.co.uk |
| Insgesamt                                                                                    | 7× Gold7 | Platin1 |           |           |